# Eriesthis oberprieleri
Eriesthis oberprieleri är en skalbaggsart som beskrevs av Dombrow 1997. Eriesthis oberprieleri ingår i släktet Eriesthis och familjen Melolonthidae. Inga underarter finns listade i Catalogue of Life.